# Fulgencio Batista
Tướng Fulgencio Batista y Zaldívar (phiên âm: Phun-gen-xi-ô Ba-ti-xta y Dan-đi-va) (16 tháng 1 năm 1901 – 6 tháng 8 năm 1973) là một nhà lãnh đạo quân sự Cuba trên thực tế từ năm 1933 đến năm 1940. Về mặt pháp lý, ông là Tổng thống Cuba từ năm 1940 đến năm 1944, và từ năm 1952 cho đến năm 1959. Trong thời kỳ cầm quyền của ông, ước tính có khoảng 20.000 người bị giết hại dưới dạng đàn áp chính trị. Ông đã bị buộc phải bàn giao quyền lực cho phe đối lập trong cuộc cách mạng Cuba, trong đó có phong trào của Fidel Castro.
Về sau cựu Tổng thống Cuba đã tị nạn chính trị tại đất nước Bồ Đào Nha. Mãi đến ngày 8 tháng 8 năm 1973, ông bị đau tim nên qua đời tại Marbella, Tây Ban Nha.

## Tuổi trẻ của Batista
Fulgencio Batista chào đời tại Banes, Cuba vào năm 1901, là con trai của Belisario Batista Palermo và Carmela Zaldívar González, người đã tham gia cuộc Chiến tranh giành độc lập Cuba.
Vào năm 1921, ông tới thủ đô La Habana và gia nhập Quân đội Cuba.

## Cuộc đảo chính
Vào năm 1933, Fulgencio Batista tiến hành "Cuộc Khởi nghĩa của các Trung sĩ," một phần của một vụ đảo chính lật đổ chính phủ của Gerardo Machado.

## Đối phó với cuộc Cách mạng Cuba
Trong những năm tháng cuối phong trào Bastita, Tổng thống Hoa Kỳ John F. Kennedy đã nhận định vế chế độ của ông là "một trong những chế độ độc tài khắt khe và đẫm máu nhất trong chiều dài lịch sử tàn khốc của châu Mỹ La Tinh", Chế độ Batista đã sát hại đến 20.000 người Cuba. Vị lãnh tụ nổi tiếng của phong trào Cách mạng Cuba là Fidel Castro đã gọi Batista là một "Bạo chúa".

## Các tác phẩm
- Estoy con el Pueblo (I am With the People), Havana, 1939
- Repuesta, Manuel León Sánchez S.C.L., Mexico City, 1960
- Piedras y leyes (Stones and Laws), Mexico City, 1961
- Cuba Betrayed, Vantage Press, New York, 1961
- To Rule is to Foresee, 1962
- The Growth and Decline of the Cuban Republic, Devin-Adair Company, New York, 1964